# آلته شلاوب
آلته شلاوب (به آلمانی: Alte Schlaube) یک رود در آلمان است که در براندنبورگ واقع شده‌است.